# 天医無縫
『天医無縫』（てんいむほう）は、原作：伊月慶悟、作画：地引かずやによる日本の医療漫画。
『別冊漫画ゴラク』（日本文芸社）にて2003年8月から2005年6月までの期間に連載された。話数は「カルテ」で数えられ全44話。単行本は全5巻。
主人公の毒島丈はアメリカ帰りのアルバイト医者だが、その腕は超一流である。この毒島を中心に繰り広げられる医療関係のストーリーが展開する。

## 登場人物
毒島丈（ぶすじま じょう）
文苑会都南中央病院に勤務するアメリカ帰りのアルバイト医者。詳しい経歴は謎であるが、その技術は超一流で海外の一流外科医からも尊敬を集めている。
小野圭子
文苑会都南中央病院の看護師。常に患者を優先する毒島の姿勢に共感している良き理解者。
都南中央病院の院長
「医は算術」と言い切り、金儲けを追求する経営者。その理念に反発する毒島を疎んでいる。
小俣
都南中央病院の消化器系を担当する医師。院長と同じように毒島を嫌っている。
児玉
元は優秀な外科医だったが、ある事件をきっかけに大日本生命保険の社医となる。
リチャード・ミラー
アメリカの国防副長官。心臓に持病を持ち、毒島と過去に関わりを持つ。
白鳥
女性医師。帝都医大で教授の椅子を狙うが、都南中央病院に出向を命じられる。
内藤
消防士。自分の仕事に誇りを持ち、命をかけて救助活動を行う。過去に毒島に治療された経験がある。

## 単行本
- 原作：伊月慶悟、作画：地引かずや　『天医無縫』　日本文芸社〈ニチブン・コミックス〉　全5巻
  1. 2004年03月10日発行、2004年02月19日発売 ISBN 4-537-10275-6
  2. 2004年06月25日発行、2004年06月09日発売 ISBN 4-537-10305-1
  3. 2004年11月10日発行、2004年10月19日発売 ISBN 4-537-10345-0
  4. 2005年04月25日発行、2005年04月08日発売 ISBN 4-537-10391-4
  5. 2005年10月25日発行、2005年10月07日発売 ISBN 4-537-10445-7